# Wikipedia hiszpańskojęzyczna
Wikipedia hiszpańskojęzyczna (hiszp. Wikipedia en español) – edycja Wikipedii w języku hiszpańskim, założona 1 maja 2001 roku.
Na dzień 30 października 2011 roku edycja ta liczyła ponad 839 000 artykułów i była szóstą w rankingu pod względem liczby artykułów.

## Kamienie milowe
- 20 maja 2001 – 1 artykuł
- 7 lutego 2002 – 1000 artykułów
- 25 lipca 2003 – 5000 artykułów
- 4 listopada 2003 – 10 000 artykułów
- 30 marca 2005 – 50 000 artykułów
- 8 marca 2006 – 100 000 artykułów
- 6 września 2006 – 150 000 artykułów
- 10 lutego 2007 – 200 000 artykułów
- 4 lipca 2007 – 250 000 artykułów
- 18 października 2007 – 300 000 artykułów
- 20 września 2008 – 400 000 artykułów
- 5 sierpnia 2009 – 500 000 artykułów
- 23 maja 2010 – 600 000 artykułów
- 12 stycznia 2011 – 700 000 artykułów
- 12 lipca 2011 – 800 000 artykułów
- 29 lipca 2012 – 900 000 artykułów
- 6 stycznia 2013 – 950 000 artykułów
- 16 maja 2013 – 1 000 000 artykułów
- 11 maja 2014 – 1 100 000 artykułów
- 14 stycznia 2015 – 1 150 000 artykułów
- 11 września 2015 – 1 200 000 artykułów
- 9 kwietnia 2016 – 1 250 000 artykułów
- 26 listopada 2016 – 1 300 000 artykułów
- 30 marca 2018 – 1 400 000 artykułów